# تشارلز بياتزي سمايث
تشارلز بياتزي سمايث (يناير 1819 - 21 فبراير 1900)، عالم فلك بريطاني وُلد في إيطاليا وعالم فلك ملكي لاسكتلندا بين عامي 1846 و1888؛ اشتهر بالعديد من الابتكارات في علم الفلك، إلى جانب زوجته جيسيكا دنكان بياتزي سمايث، وبدراساته وقياساته لهرم الجيزة الأكبر.

## عمله كعالم فلك
وُلد تشارلز بياتزي سمايث في نابولي، إيطاليا، للكابتن (الأدميرال لاحقًا) ويليام هنري سمايث وزوجته أناريلا. سُمي بياتزي نسبة إلى عرابه، عالم الفلك الإيطالي جوزيبي بياتزي، الذي تعرف عليه والده في باليرمو أثناء خدمته في البحر الأبيض المتوسط. استقر والده بعد ذلك في بيدفورد وقام ببناء مرصد هناك، حيث تلقى بياتزي سمايث دروسه الأولى في علم الفلك. تلقى تعليمه في مدرسة بيدفورد حتى سن السادسة عشرة حين أصبح مساعدًا للسير توماس ماكلير في رأس الرجاء الصالح، حيث رصد مذنب هالي والمذنب العظيم لعام 1843، وقام بالتحقق وتمديد خط الزوال الخاص بنيكولا لويس دي لاكاي.
في عام 1846 عُين عالم الفلك الملكي لاسكتلندا، في مرصد كالتون هيل في إدنبرة، وأستاذًا لعلم الفلك في جامعة إدنبرة. بعد فترة وجيزة من تعيينه، وُضع المرصد تحت سيطرة خزينة صاحبة الجلالة وعانى من نقص في التمويل لفترة طويلة. لهذا السبب، أُجريت معظم أعماله البارزة في علم الفلك في مكان آخر. أكمل هناك اختزال وتابع عمليات الرصد التي قام بها سلفه توماس جيمس هندرسون. في عام 1853، كان سمايث مسؤولًا عن تثبيت كرة زمنية أعلى نصب نيلسون التذكاري في إدنبرة لإعطاء إشارة زمنية للسفن في ميناء ليث في إدنبرة. بحلول عام 1861، عُززت هذه الإشارة المرئية بإضافة مدفع الساعة الواحدة في قلعة إدنبرة.
في عام 1704، كتب إسحاق نيوتن في كتابه البصريات 1، الجزء الأول: «لا يمكن بناء التلسكوبات بطريقة تسمح بتجنب الأشعة التي تنشأ من اضطرابات الغلاف الجوي. الحل الوحيد هو الرصد في الأجواء الهادئة، كما هو الحال على قمم أعلى الجبال فوق الغيوم». تم تجاهل هذا الاقتراح حتى عام 1856، حين قدم سمايث التماسًا إلى الأميرالية البريطانية للحصول على منحة قدرها 500 جنيه إسترليني لنقل تلسكوب إلى منحدرات تيد في تينيريفي لاختبار صحة كلام نيوتن. في جنوب إفريقيا، أمضى سمايث ليالٍ عديدة في الرصد من قمم الجبال، لكن عندما انتقل إلى إدنبرة، أصيب بالذهول بسبب ظروف الرصد السيئة هناك.
وافق الأميرالية البريطانية على منحته وعرض عليه استعارة معدات أخرى من عدة مصادر. أعاره روبرت ستيفنسون يخته البالغ وزنه 140 طنًا والمُسمى «تيتانيا» للسفر أثناء البعثة. أعاره السيد هيو باتينسون تلسكوبه الانكساري البالغ قطره 7.5 بوصات (19 سنتيمتر). كانت حرب القرم قد انتهت مؤخرًا وعرض عليه الجيش مجموعة من الخيام. رُفض هذا العرض لأن بياتزي سمايث كان قد صمم بالفعل خيمة بأرضية مُخيطة بناءً على خبرته في جنوب إفريقيا.
في هذه البعثة وجميع رحلاته اللاحقة كان برفقته زوجته التي تزوجها في العام السابق. في عام 1856، عند وصوله إلى تينيريفي، أقام معسكرًا لأول مرة على جبل غواخارا، على ارتفاع 8900 قدم (2700 متر) على بعد نحو 4 أميال (6.4 كيلومترات) جنوب تيد (قاس جميع الارتفاعات على تينيريفي بارومتريًا). كان الجبل أعلى من جميع الجبال المحيطة وخالٍ من أي نشاط بركاني. حملوا جميع معداتهم على ظهر البغال، باستثناء تلسكوب باتينسون الذي كان ضخمًا جدًا. مكثوا هناك لمدة شهر لإجراء عمليات رصد فلكية وجوية وجيولوجية. قام بعمليات رصد حول استقرار ووضوح صور النجوم باستخدام تلسكوب شيبشانكس البالغ قطره 3.6 إنش (9 سنتيمترات) ووجد أن جودة عمليات الرصد هناك كانت أفضل بكثير مقارنةً بإدنبرة. كما قام بأول اكتشاف مؤكد للحرارة القادمة من القمر. لكن الغبار كثيرًا ما حجب الأفق ما أثر سلبًا على الرصد. حتى عندما كان الغبار في أسوأ حالاته، كانت الشفافية باتجاه نقطة السمت أفضل ما كانت عليه في إدنبرة.

## دراساته في علم الأهرام
تراسل سمايث مع عالم الأهرام جون تايلور وتأثر به بشدة. في كتابه الهرم الأكبر: لماذا بُني ومن بناه؟ المنشور عام 1859، ضع تايلور نظرية مفادها أن الهرم الأكبر بُني تحت إشراف وتخطيط النبي نوح المذكور في الكتاب المقدس. بعد رفض منحة من الجمعية الملكية، سافر سمايث في رحلة استكشافية إلى مصر لقياس كل سطح وبعد وجانب من جوانب الهرم الأكبر بدقة. أحضر معه معدات لقياس أبعاد الأحجار، والزوايا الدقيقة لأقسام الهرم مثل الممر الهابط، وكاميرا مصممة خصيصًا لتصوير الجزء الداخلي والخارجي من الهرم. كما استخدم أدوات أخرى لإجراء حسابات فلكية وتحديد خطوط الطول والعرض الدقيقة للهرم.
نشر سمايث لاحقًا كتابه «إرثنا في الهرم الأكبر» المنشور عام 1864 (والذي طوره على مر السنين وحمل أيضًا عنوان الهرم الأكبر: كشف أسراره وألغازه). ادعى سمايث أن القياسات التي أجراها على الهرم الأكبر تشير إلى وحدة طول، بوصة الهرم، والتي تعادل 1.001 بوصة بريطانية، ربما كان هذا معيار قياس مهندسي الهرم. من هذه البيانات، استنتج قياسات أخرى، بما في ذلك نصف اللتر الهرمي، والذراع المقدس، والمقياس الهرمي لدرجة الحرارة.

## زواجه وعائلته ووفاته
في عام 1855، تزوج سمايث من جيسيكا «جيسي» دنكان (1812-1896)، ابنة توماس دنكان. كانت جيسي دنكان عالمة جيولوجيا درست مع ألكسندر روز في إدنبرة، وسافرت في بعثات جيولوجية إلى أيرلندا وفرنسا وسويسرا وإيطاليا.
كان لسمايث شقيقان، وارينجتون ويلكنسون سمايث وهنري أوغسطس سمايث، وثلاث شقيقات، هنريتا جريس سمايث، التي تزوجت من القس بادين باول وكانت والدة روبرت بادن باول (مؤسس حركة الكشافة العالمية)، وجورجيانا روزيتا سمايث، التي تزوجت ويليام هنري فلاور؛ وإلين فيلادلفيا سمايث، التي تزوجت من النقيب هنري توينبي.
توفي سمايث عام 1900 ودُفن في كنيسة القديس يوحنا في قرية شارو بالقرب من مدينة ريبون. بُني نصب تذكاري صغير على شكل هرم حجري، يعلوه صليب مسيحي، على قبره.

## تكريمه
انتخب سمايث زميلًا في الجمعية الملكية في إدنبرة عام 1846، وعمل في مجلسها لعدة سنوات. في يونيو 1857 انتخب زميلًا في الجمعية الملكية، لكنه استقال منها عام 1874. مُنح عضويةً فخرية في معهد المهندسين وبناة السفن في اسكتلندا عام 1859. سميت فوهة قمرية على اسمه تكريمًا له.